# Jacques Nazet
 (septembre 2024).
Si vous disposez d'ouvrages ou d'articles de référence ou si vous connaissez des sites web de qualité traitant du thème abordé ici, merci de compléter l'article en donnant les références utiles à sa vérifiabilité et en les liant à la section « Notes et références ».
Jacques Nazet, né à Frameries le 22 mars 1944 et mort à Forest le 26 novembre 1996, est un historien belge.

## Biographie
Jacques Nazet naît à Frameries dans une famille enracinée dans le Borinage. À l'université libre de Bruxelles, où il s'inscrit par conviction, il suit les cours de Paul Bonenfant et devient en 1965 licencié en philosophie et lettres, groupe Histoire. Il présente un mémoire dirigé par Paul Bonenfant sur Le chapitre de Saint-Vincent de Soignies des origines à la fin du XIIIe siècle.

### Carrière
Nazet, qui fut notamment assistant du Pr Maurice-Aurélien Arnould à l'U.L.B., occupa de nombreux postes dans diverses sociétés scientifiques :
- membre de la section belge de la Commission internationale pour l'histoire des Assemblées d'États en 1971 ;
- membre titulaire de la Société des sciences, des arts et des lettres du Hainaut à partir de 1971 ;
- membre du Centre de Codicologie de la Bibliothèque royale de Belgique en 1975 ;
- élu vice-président de la Société royale d'histoire et d'archéologie de Tournai en 1976 ;
- membre de la Commission royale de toponymie et de dialectologie en 1992.

## Ouvrages
- Le chapitre de Saint-Vincent de Soignies, des origines jusqu'à la fin du XIIIe siècle  (dir. Georges Despy) (mémoire de 2e licence inédit), université libre de Bruxelles, 1965
- « La transformation d'abbayes en chapitres à la fin de l'époque carolingienne : le cas de Saint-Vincent de Soignies », Revue du Nord, no 49,‎ 1967, p. 257-280
- « À propos de la distinction échevins-jurés : les institutions de Soignies aux XIIe et XIIIe siècles », Contributions à l'histoire économique et sociale, no 5,‎ 1968-1969
- « Soignies », Communes de Belgique, Dictionnaire d'histoire et de géographie administrative, Wallonie-Bruxelles, Crédit communal de Belgique et La Renaissance du livre, no 2,‎ 1980
- Jean-Marie Cauchies et Jean-Marie Duvosquel (coll. Analectes d'histoire du Hainaut), « Crises et réformes dans les abbayes hainuyères du IXe au début du XIIe siècle », Recueil d'études d'histoire hainuyère offertes à Maurice-Aurélien Arnould, Mons, Hannonia, no 1,‎ 1983, p. 461-496
- « Les Archives de l'État à Tournai et la ville d'Ath »  (Mélanges d'archéologie et d'histoire urbaines offerts à Jean Dugnoille et à René Sansen à l'occasion du 75e anniversaire du C.R.H.A.A.), Autour de la ville en Hainaut, Cercle royal d'histoire et d'archéologie d'Ath et de la région et musées athois, a.s.b.l., no VII « Études & Documents »,‎ 1986
- Jean-Marie Duvosquel et Alain Dierkens (mélanges Georges Despy), « L'évolution d'une localité hainuyère vers le stade urbain : Soignies du XIIe au XIVe siècle », Villes et campagnes au Moyen Âge, Liège, Perron,‎ 1991, p. 549-562